# Pertti Kurikan Nimipäivät
Pertti Kurikan Nimipäivät (traducible al español como Onomástica de Pertti Kurikka), también conocida por su abreviatura PKN, fue una banda finlandesa de punk rock, formada en 2009 como taller benéfico para adultos con discapacidades del desarrollo. Fueron protagonistas de la película documental The Punk Syndrome. En 2015, se clasificaron para la final del concurso de canciones Uuden Musiikin Kilpailu, que después ganaron, por lo que representarán a Finlandia en el Festival de la Canción de Eurovisión 2015. El grupo se disolvió en 2016 cuando Pertti Kurikka cumplió 60 años, edad en la que planteaba retirarse y dejar de producir música.

## Historia

### Formación (2004-2012)
Pertti Kurikan Nimipäivät se inició en un taller de Lyhty, una organización benéfica para adultos con discapacidades del desarrollo. En 2004, Pertti Kurikka, el futuro guitarrista de la banda, se reunió con Kalle Pajamaa organizador de Lyhty. Pajamaa, que sigue siendo mánager de la banda hoy en día, se dio cuenta el potencial de Kurikka y trató de establecer una banda en torno a él. Trabajaron en la formación de la banda en los siguientes cinco años, y en 2009 la banda hizo su debut. 
En 2009, el director finlandés Pekka Karjalainen buscó música interpretada por personas con discapacidad para la película Vahan kunnioitusta, que narra la historia de una niña con una discapacidad de aprendizaje que aspira a vivir una vida independiente y normal. Pertti Kurikan Nimipäivät aparece en la película interpretando su primera maqueta "Kallioon!". La canción se convirtió en un éxito, y la banda descubrió que tenía una base de seguidores fuera del círculo de las personas con discapacidad.
En 2012, su fama creció al ser el tema principal de The Punk Syndrome, un documental finlandés. El documental, que muestra la historia de la banda desde su inicio hasta su primera gira europea, les hizo ganar muchos seguidores en Escandinavia y Alemania.

### Concierto solidario con Mr. Lordi: 2014
En 2014, la banda dio un concierto benéfico con Mr. Lordi de la banda de rock finlandesa Lordi. El concierto benéfico se celebró en Rovaniemi el 23 de mayo de 2014 en beneficio de la comunidad con discapacidad mental de Mozambique y la Asociación Metkat de Laponia. La participación audaz e inusual de Pertti Kurikan Nimipäivät en Eurovisión ha sido comparada con la de Lordi, ganadores de Eurovisión en la edición de 2006.

### Eurovisión 2015
El 7 de febrero de 2015, PKN llegó a la final del Uuden Musiikin Kilpailu (Final nacional de Finlandia) tras la primera semifinal.
El 28 de febrero del 2015, PKN ganó el Uuden Musiikin Kilpailu con el tema "Aina mun pitää", siendo los encargados de representar a Finlandia en Eurovisión 2015 en Viena, Austria. Ya en el festival y a pesar de estar en las apuestas para ganar el evento, fueron eliminados en las semifinales. Quedando en última posición (18) con 11 puntos

## Miembros
La banda tiene cuatro miembros: el guitarrista Pertti Kurikka, el vocalista Kari Aalto, el bajista Sami Helle, y Toni Välitalo en la batería.

### Pertti Kurikka
Pertti Kurikka (nacido el 26 de diciembre de 1956 en Vihti) es el guitarrista de la banda. Él escribe la música de la banda y también algunas de las letras. Ha publicado un casete hablado y un libro de historias de terror bajo el seudónimo Kalevi Helvetti. También edita un zine llamado "Kotipäivä". 
Kurikka ha escuchado música punk durante 30 años, pero también escucha muchos otros géneros musicales que van desde lo clásico al schlager, la música disco o la música infantil. Visita la iglesia regularmente y planea retirarse y dejar de producir música cuando cumpla 60 años. También puede tocar el órgano.

### Kari Aalto
Kari Aalto (nacido en 1976 en Tampere) es el cantante de la banda. También escribe la mayor parte de las letras de la banda. És un amigo de escuela de Kurikka. Aalto tiene su propio programa de entrevistas en la cadena de radio local Bassoradio. Él podía tocar la batería, el bajo y los teclados. Aalato ama las motocicletas, los coches americanos, las mujeres y el alcohol. Éscucha música rock de los años 50 y 60, psychobilly, rockabilly, surf, doowop y también rap, heavy metal, y folk. No escucha música punk en su tiempo libre, al ser su profesión.

### Sami Helle
Sami Helle (nacido en 1973) toca el bajo en la banda y también canta coros. De niño vivió en Boston, Nueva York, París y Antibes, por lo que puede hablar con fluidez inglés. Helle es políticamente activo como miembro del Partido del Centro de Finlandia y también como activista de Me Itse , una organización de personas con discapacidad. Su sueño es convertirse en concejal del Ayuntamiento de Helsinki y más adelante miembro del Parlamento.

### Toni Välitalo
Toni Välitalo (nacido en 1982 o 1983) es el batería y también el miembro más joven de la banda. Comenzó a tocar la batería a la edad de seis años. Además al punk, toca otros géneros como jenkka , blues y mazurca. Su música favorita es el schlager finlandés.

### Kalle Pajamaa
El Director de Discapacidad Kalle Pajamaa (nacido en 1978) es el mánager de la banda y arregla las canciones para la banda. Él es cariñosamente llamado el quinto miembro de la banda.